# James King
James Ambros King (ur. 22 maja 1925 w Dodge City, zm. 20 listopada 2005 w Naples w stanie Floryda) – amerykański śpiewak, tenor.

## Życiorys
Studia wokalne odbył na uniwersytecie w Kansas City w stanie Missouri, jego nauczycielami byli Martial Singher i Max Lorenz. W latach 1952–1961 uczył śpiewu na University of Kentucky w Lexington. Początkowo śpiewał jako baryton, później jego głos przekształcił się w tenor. W 1961 roku wyjechał do Europy, gdzie zadebiutował we Florencji jako Cavaradossi w Tosce Giacoma Pucciniego. W 1962 roku wystąpił na festiwalu w Salzburgu, a w 1963 roku gościł w Operze Wiedeńskiej oraz Deutsche Oper w Berlinie Zachodnim. W 1965 roku na festiwalu w Bayreuth kreował rolę Zygmunda w Walkirii. W 1966 roku rolą Florestana w Fideliu Ludwiga van Beethovena debiutował na deskach nowojorskiej Metropolitan Opera. W 1968 roku kreował rolę Kalafa w Turandot Pucciniego w mediolańskiej La Scali. W 1978 roku gościł na deskach Teatru Wielkiego w Warszawie, występując w Tosce. Od 1984 roku wykładał na Indiana University w Bloomington.
Występował nie tylko jako śpiewak operowy, ale też jako solista m.in. w IX symfonii Ludwiga van Beethovena, Requiem Giuseppe Verdiego czy Das Lied von der Erde Gustava Mahlera. Dokonał licznych nagrań płytowych.